# Dicoy Williams
Dicoy Williams est un footballeur international jamaïcain, né le 7 octobre 1986 à Kingston (Jamaïque). Il évolue au poste de défenseur avec la sélection de la Jamaïque.

## Biographie
Champion de Jamaïque 2010, Dicoy Williams est un joueur prometteur qui réalise un premier essai à l'étranger avec le club norvégien de Mjøndalen IF. En mars 2011, il signe à Toronto en MLS après un essai d'une semaine. En novembre 2012, son contrat n'est pas renouvelé.

## Carrière internationale
Il joue son premier match international le 12 août 2009 contre l'Équateur au Giants Stadium.

## Palmarès
- Champion de la Jamaïque en 2010 avec Harbour View
- Championnat canadien en 2011 et 2012